# Akalat montagnard
Illadopsis pyrrhoptera
Espèce
Statut de conservation UICN

 LC  : Préoccupation mineure
L’Akalat montagnard (Illadopsis pyrrhoptera) est une espèce de passereau de la famille des Pellorneidae.

## Répartition et sous-esp§ces
Cet oiseau vit à travers les Montagnes d'Afrique orientale.
Selon la classification de référence du Congrès ornithologique international (15.1, 2025) :
- I. p. pyrrhoptera  — forêts d'altitude du rift Albertin, ouest du Kenya et de la Tanzanie ;
- I. p. nyasae  — nord du Malawi.

## Habitat
Il habite les forêts sèches tropicales et subtropicales et les forêts humides tropicales et subtropicales d'altitude.